# 日本のコンビニエンスストアチェーン一覧
日本のコンビニエンスストアチェーン一覧（にほんのコンビニエンスストアチェーンいちらん）では、日本のコンビニエンスストアチェーンについて記述する。なお、チェーン化しているか不明なコンビニエンスストアは、店舗が2店舗以上存在する（または存在していた）物のみ記載する。元々チェーン本部が存在していたものの、運営会社の倒産や買収、合併などによってチェーンが解散し、単独で経営を続けていたり看板を変えずに他のチェーンに加盟しているものは「かつて存在したコンビニ」に含まれる

## 主要チェーン
日本国内のコンビニエンスストア主要チェーンを店舗数順に列挙すると以下の通り。
太字表記が、日本のコンビニエンスストア3大チェーンとされる。
| 順位 |                  | 店舗数                 | 備考 |
| ---- | ---------------- | ---------------------- | --- |
| 1    | セブン-イレブン  | 21,733店 （2025年3月） | セブン&アイ・ホールディングス系列、三井物産も出資                                                         |
| 2    | ファミリーマート | 16,247店 （2025年3月） | 西友系列 → 伊藤忠商事系列 以下を含む。 - ファミリーマート - ファミマ!! - TOMONY（合弁・西武鉄道）         |
| 3    | ローソン         | 14,660店 （2025年3月） | ダイエー系列 → 三菱商事系列 以下を含む。 - ナチュラルローソン：132店 - ローソンストア100：637店           |
| 4    | ミニストップ     | 1,846店（2025年3月）   | イオン系列                                                                                                |
| 5    | デイリーヤマザキ | 1,290店 （2024年12月） | 以下を含む。 - ニューヤマザキデイリーストア：277店 - ヤマザキデイリーストアー：9店 (山崎製パンによる運営) |
| 6    | セイコーマート   | 1,188店 （2025年3月）  | 北海道の地場コンビニ 以下、地域別店舗数 - 北海道：1,090店 - 関東地方：98店 (茨城県：89店、埼玉県：9店)    |
| 7    | NewDays          | 614店（2025年3月）     | NewDaysミニ含む。 東日本旅客鉄道（JR東日本）系列による直営、日本フランチャイズチェーン協会非加盟          |

## 全国展開するコンビニエンスストアチェーン
全47都道府県に展開しているのは以下の3社。

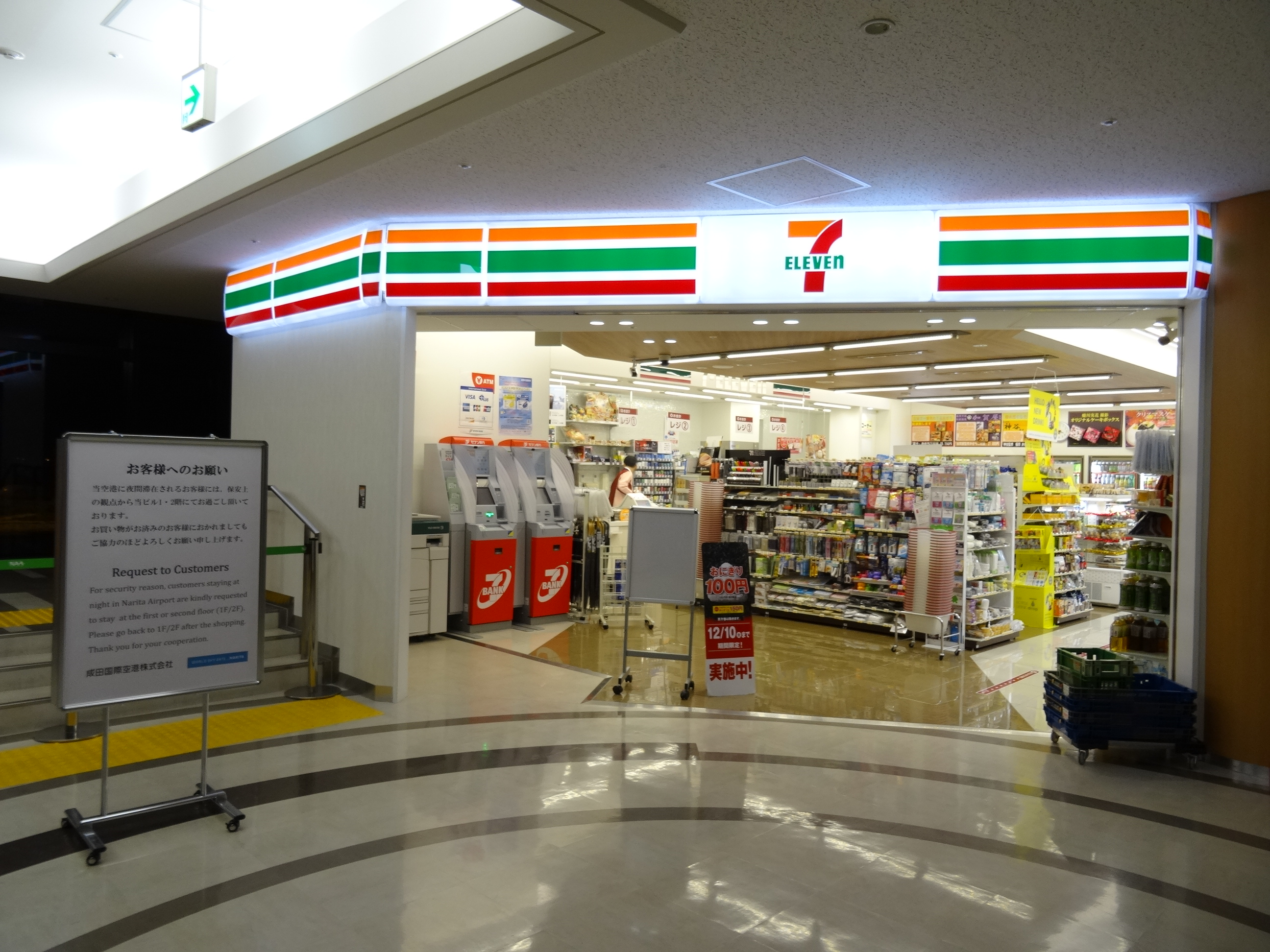
セブン-イレブン成田空港第2ターミナル店
(千葉県成田市)

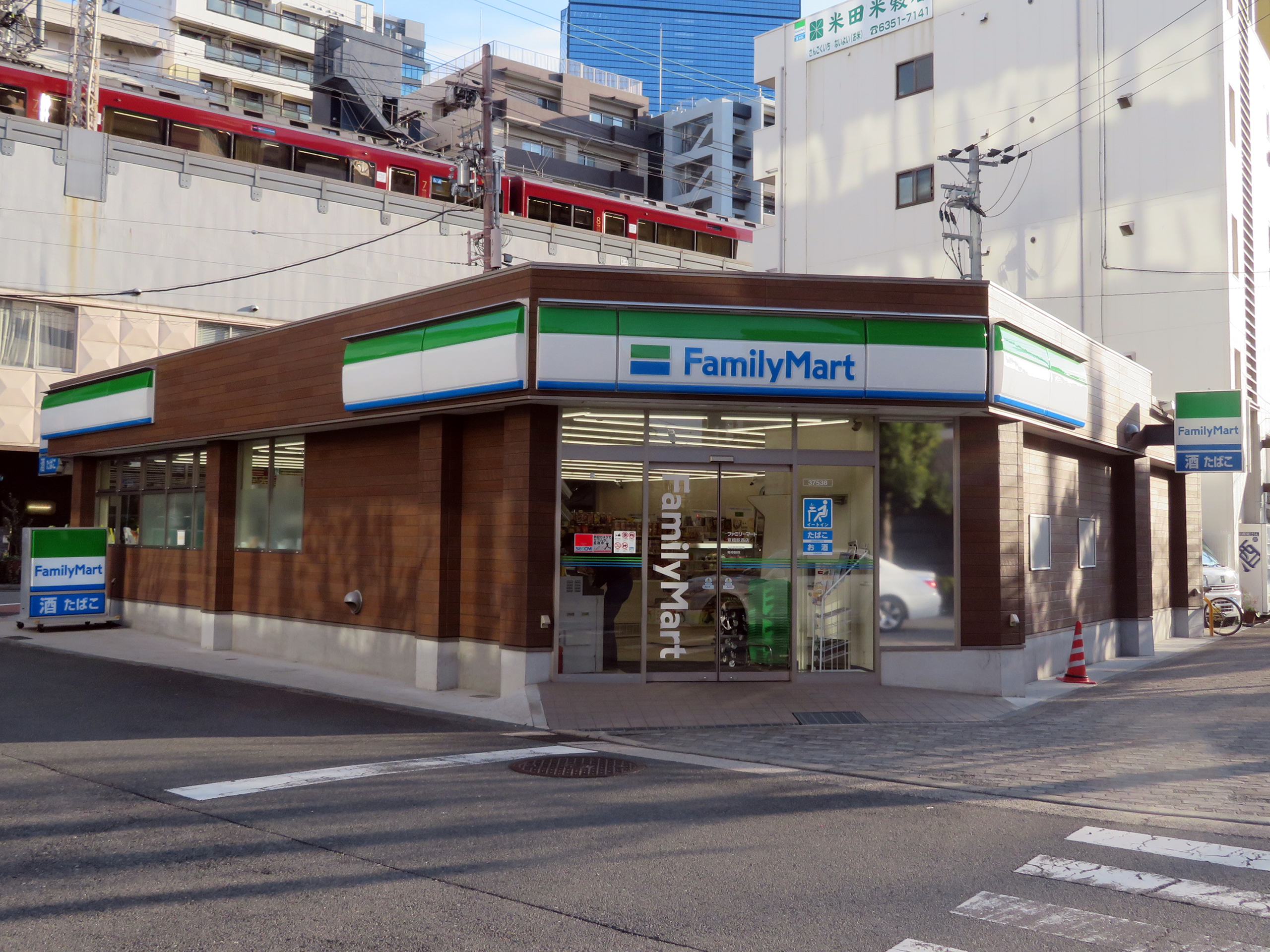
ファミリーマート京橋駅西店
(大阪府大阪市都島区)

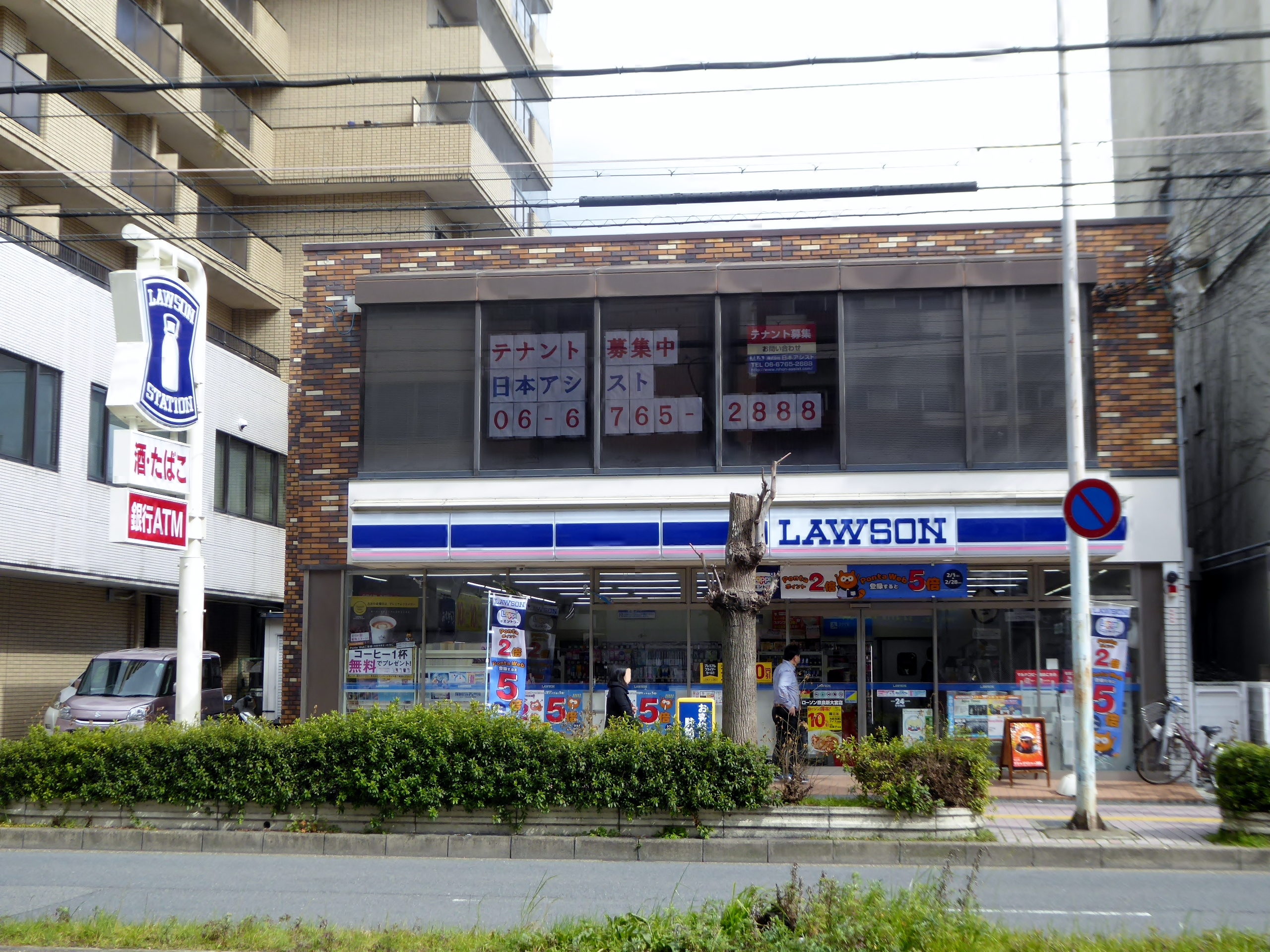
ローソン奈良新大宮店
(奈良県奈良市)

- セブン-イレブン - 2019年に沖縄県への出店をもって、全国店舗網完成。
- ファミリーマート - 2006年に北海道への出店をもって、全国店舗網完成。
  - ファミリーマート
  - ファミマ!!
  - TOMONY（合弁・西武鉄道）
- ローソン - 1997年に沖縄県への出店をもって、全国店舗網を完成。
  - ローソンハイブリッド（生鮮コンビニ）- ローソンの基準看板に野菜や果物のロゴが入っている。
  - ナチュラルローソン（生鮮コンビニ）- ローソン及びローソンプラスとは一部配色の異なる看板を採用し、南関東で展開。かつては関西にも展開していたが、多くの店舗はローソンプラス→ローソンに転換。
  - ローソンストア100（生鮮コンビニ+100円ショップ融合型店舗）- 関東、中部、関西で展開。かつては東北、九州にも展開していた。
  - ローソン・スリーエフ（合弁・エル・ティーエフ）
  - ローソン・ポプラ（提携・ポプラ）
  - LAWSON+toks（合弁・東急ステーションリテールサービス）

以下、3大チェーン以外。
- 全日食チェーン - 加盟店が全都道府県にあるボランタリー・チェーン。だがスーパーマーケットの形態をとる店舗が基本であり、掲げている看板が違うこともあるため、展開していることに気が付かない場合がある。物流面のネックなどから大手チェーンが進出していない伊豆諸島にも加盟店が存在する[注 1]。四国地区の店舗では「ユートピア（UTOPIA）」ブランドでコンビニエンスストア形式をとっている場合がある。
  - ユートピア（四国支社）
  - フードショップ
  - Z-ONE
  - リカー&フーズ

など

## 広域に展開するコンビニエンスストアチェーン

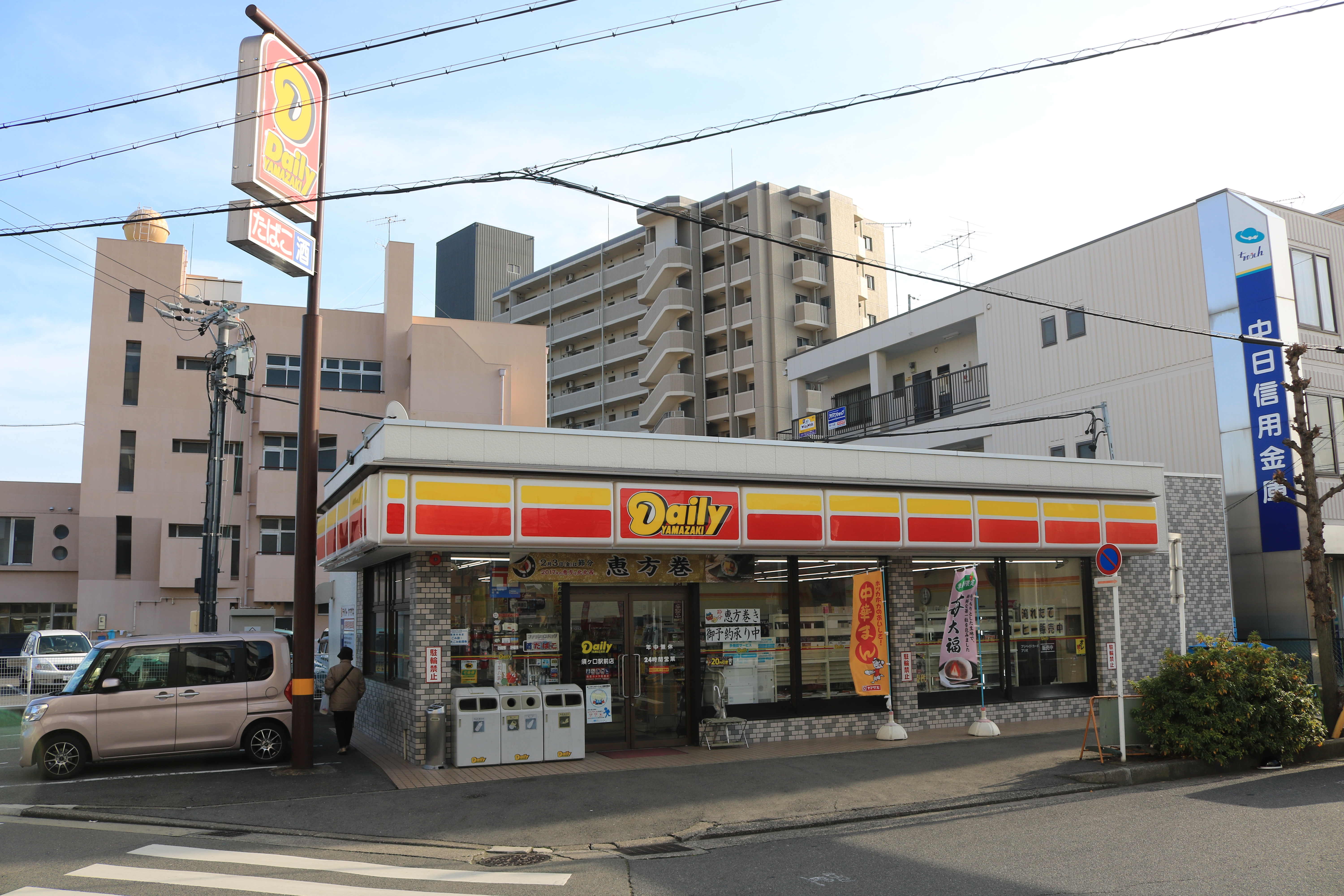
デイリーヤマザキ・須ヶ口駅前店

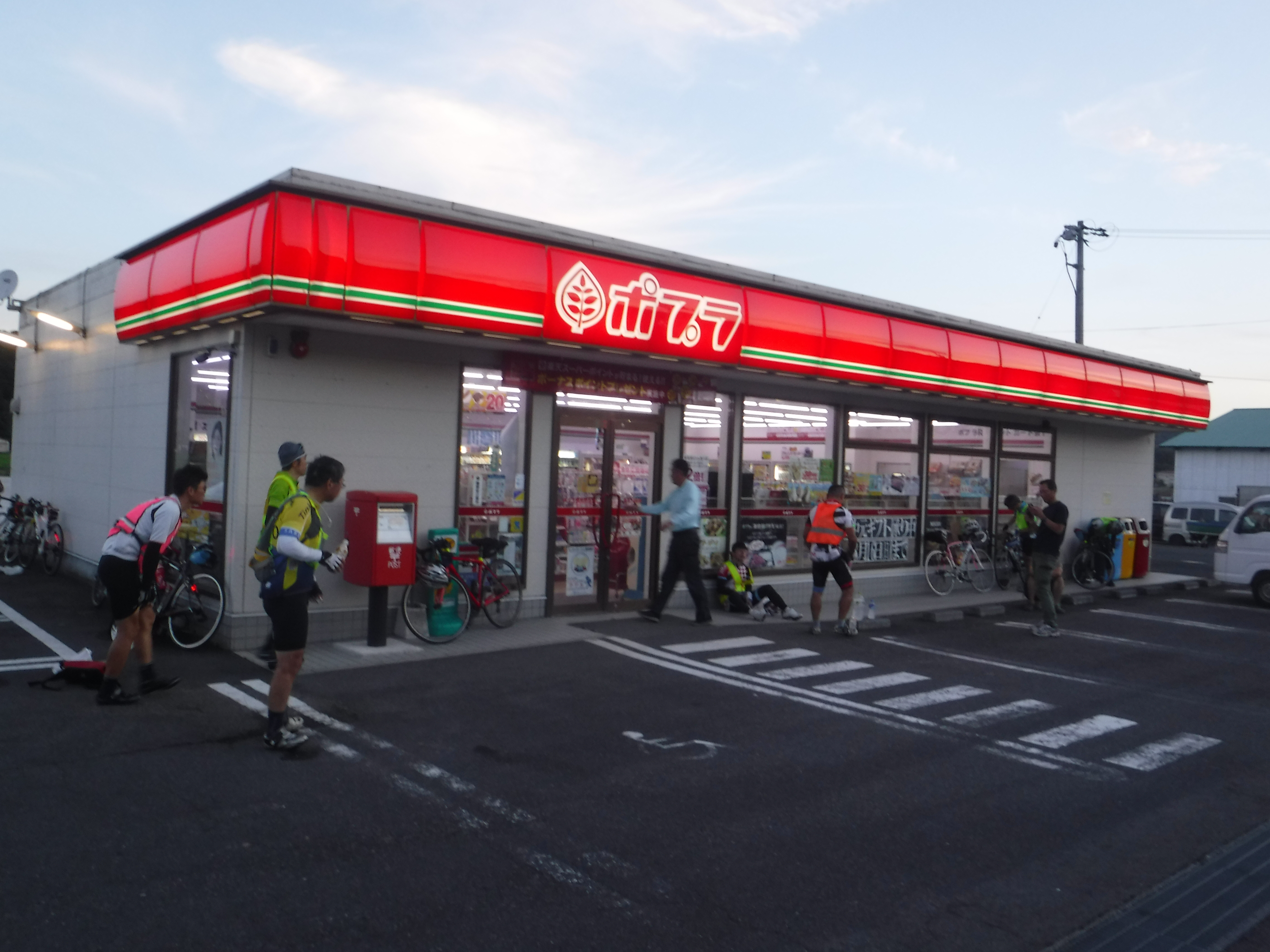
ポプラ・飯南赤名店（現：ローソン・ポプラ）

ここでは、全国規模の店舗展開に準じながらも、一部地域で出店がされていないチェーン店を挙げる。
- ミニストップ（イオングループ）

北海道・秋田県・山形県・甲信越3県・富山県・石川県・和歌山県・中国地方・高知県・長崎県・熊本県・宮崎県・鹿児島県・沖縄県を除く（イオングループが展開するコンビニ型スーパーまいばすけっとは、スーパーマーケットに分類されるためここでは扱わない）。
- デイリーヤマザキ（山崎製パンによる運営）

北海道・福井県・鳥取県・高知県・鹿児島県・沖縄県を除く。
大規模コンビニエンスストア部門は「株式会社デイリーヤマザキ」が運営していたが、2013年7月1日に法人統合により山崎製パンの直営部門となった。
- ニューヤマザキデイリーストア
- ヤマザキデイリーストアー

1999年よりデイリーヤマザキに順次統合されたが、店舗面積などの理由により店舗名をそのままにしている店舗もあった。2013年、新ブランドのニューヤマザキデイリーストアを設定しヤマザキデイリーストアーからの移行が進んでいる。
- ヤマザキショップ
- ヤマザキスペシャルパートナーショップ

「ヤマザキショップ」の旧ブランド「ヤマザキサンロイヤル」も新規出店していないものの存在する。現在「デイリーヤマザキ」を出店していない道県のうち、沖縄県以外には「ヤマザキショップ」が存在する。
- ポプラ（ローソンと提携）
関東（群馬県、栃木県を除く）・関西（奈良県・和歌山県を除く）・中国・愛媛県・福岡県・佐賀県・熊本県で展開
  - ローソン・ポプラ（ローソンとの提携により、ローソンブランドに転換しつつも“ポプ弁”などポプラの要素を残したハイブリッド店舗）
  - 生活彩家
  - くらしハウス（1992年7月、酒類食品卸の小綱の子会社であるジャイロが設立した[8]。2001年3月28日、ポプラがくらしハウスの運営会社であるジャイロを買収した[9]。）
  - スリーエイト
  - ヒロマルチェーン
- ミツウロコプロビジョンズ
  - ヤマザキYショップMG（ヤマザキYショップとの複合店） 茨城、三重、大分、熊本で展開。ココストア、エブリワンから転換された店舗である
  - タックメイト 東海、近畿で展開
  - RIC 九州で展開
  - RICマート 九州で展開
  - Rショップ 北九州を中心に展開
- 光洋
  - Green Leaves mall 病院内においてコンビニ型売店を展開。酒・たばこの取り扱いはない[10]。

## 地域限定型展開するコンビニエンスストア

### 北海道地方中心
- セイコーマート 茨城、埼玉でも展開
  - ハマナスクラブ 旧：スパー、2016年9月までにブランドを転換
- ハセガワストア
  - ハセガワストア 函館市、北斗市、七飯町のみで展開
  - タイエー ハセガワストアが根室で展開
- セラーズ 北海道酒類販売株式会社のグループであるプライムハンズが展開しているチェーン。酒のセラーと売るセラーが名前の由来。主に僻地で展開
- えびすや（恵比寿屋が展開しているコンビニエンスストア。現在5店舗展開[11]。）

### 東北地方中心
- オレンジハート（エフシープロイによる運営。2020年12月に、みなし休眠会社として解散の登記がなされた[要出典]）
- サンボランタリー 青森県で展開。(1985年から菓子問屋のサンエスとそのほか地方二次問屋6社と共同でVCコンビニ及びミニスーパーのサンボランタリーを発足し、店舗展開を開始[12]。1994年7月時点で50店舗運営。撤退時期不明。※山梨県、香川県にも店舗が存在し、かつては神奈川県にも店舗が存在していた。現在7店舗)

- YSKベニバーズ 山形県で展開（1995年、山形県酒類卸協同組合と情報通信のコミネット山形はコンビニチェーン「YSKグループ」を設立する。1号店を1995年春に山形県寒河江市のかもだ酒店にオープンする[13]。店名はYSKベニバーズ[14]。）
- リトルスター 宮城県で展開
- ハローショップ 福島県で展開
- K-SHOP 福島県で展開

京王リテールサービスが運営するK-SHOPとは無関係。福島県南酒販株式会社が運営している。　
- C-MART 青森県、岩手県、山形県に展開
- モンペリ 福島県と茨城県で展開

### 関東地方中心
- タウンショップ 国分株式会社が酒販店形態で展開する。コミュニティ・ストア系列。
- リーベンハウス 泉レストランが運営。東京都の各住友ビル内に存在するシティコンビニエンスストア
- Gooz（スリーエフ）
  - ローソン・スリーエフ ローソンとのデュアル店舗
- PORT STORE 東京湾岸福利厚生協会とファミリーマートやローソン等既存のコンビニ会社とのコラボタッグのコンビニエンスストア形態
- cisca（ミニストップ） カフェメインのコンビニ店舗。東京都心を中心に展開
- minnaka 埼玉県と東京都に2店舗を展開[15]
- オオサカヤ　茨城県に展開。かつては3店舗以上あったが、現在は1店舗。旅館に併設している[16]。
- さくらみくら ゼンショーHDが群馬県・神奈川県に展開
- サンドラッグCVS サンドラッグが東京を中心に展開
- コスモス
- ベイスターズマート 煙草屋安兵衛が神奈川県に展開
- チェリーマート 千葉県を中心に展開
- Fマート　かつては150店舗以上展開していたが、現在は5店舗しかない。4店舗が個人経営で1店舗が全日食チェーンに加盟している。
- 001 AHCシステムサービスが千葉県を中心に展開。山形県にも店舗がある。
- パートナーショップ　関東の他に東北・山梨方面など多方面の店舗展開。

### 中部・近畿地方中心
- 大津屋 福井県で展開。滋賀県にも1店舗存在。
  - オレンジBOX
  - オレボステーション
- ひまわり 主に岐阜県で展開
- フジファミリーショップ（FFS） 愛知県を中心にフジパンが展開。1983年3月に名古屋市瑞穂と東京の茗荷谷に地区1号店を出店した[17]。岐阜県、兵庫県にも店舗が存在した。
- ニュージョイス パスコ（敷島製パン）展開のコンビニチェーン、1994年5月時点で374店舗を運営。そのうち12店舗は大型店で店内にオーブンを併設し焼き立てパンを提供している[18]。1号店は1985年に出店した[19]。
- エイトマートン スーパーマーケット経営の廣岡が運営する大型コンビニ。和歌山県内に2店舗運営していたが、2025年現在、湯浅吉川店のみ展開[20]。

### 中国・四国地方中心
- ら・む〜マート岡山市中心部に展開。大黒天物産系列。
- モラドール 広島県を中心に展開
- ダンクショップ 鳥取県を中心に展開
- きさらぎ 高知県で展開
  - くいしんぼ如月
  - 食彩きさらぎ
- ユートピア ユートピアチェーン協同組合がVCでユートピアというコンビニを展開。1995年、食品卸の中央商事が主宰するユートピアチェーン協同組合が発足した。1998年5月時点で徳島県内に45店舗展開。1998年7月に香川県1号店を出店[21]。2004年4月1日にユートピアチェーン協同組合は全日本食品株式会社に団体加盟し、全日食チェーン四国支社のブランドとなっている[22]。

### 九州地方中心
- アイショップ 九州南部や離島に展開[23]
- Mマート （鹿児島県に12店舗存在)
- 島人Mart 奄美諸島に展開

## 鉄道会社系列

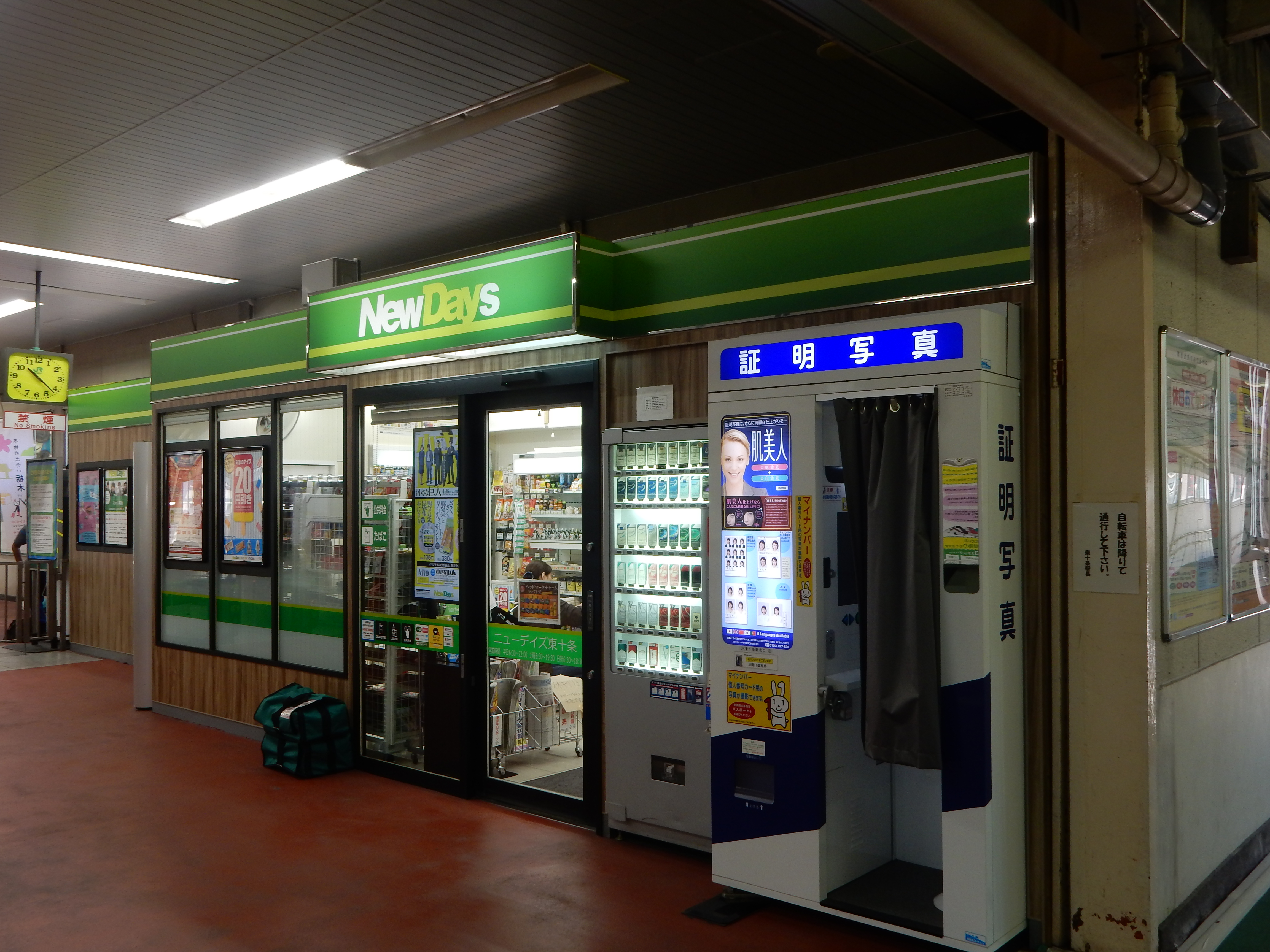
NewDays・東十条店

※現存するチェーンのみ。

### JRグループ系
- NewDays（東日本旅客鉄道。旧ジェイアール東日本コンビニエンス運営のJCと東日本キヨスク運営のミニコンビを統合。東京臨海高速鉄道や千葉都市モノレールの駅構内にも店舗あり）
- ベルマート（東海旅客鉄道）
- セブンイレブン ハート・イン（西日本旅客鉄道。2014年からセブン-イレブンと提携）

北海道は北海道キヨスクの一部、四国は四国キヨスクがセブン-イレブンと業務提携を結んでフランチャイズ店舗を展開（北海道は2000年から10年間ほどは旧サンクス&アソシエイツ→サークルKサンクスのフランチャイズで、「サンクス」ブランドでの展開であった）。
九州はJR九州リテールが以前は自社ブランドの「生活列車」（後述）で展開していたが、1999年にエーエム・ピーエムジャパンのエリアフランチャイズに転換→am/pmがファミリーマートへの統合に伴い、現在はすべてファミリーマートのフランチャイズ店舗となっている。

### 私鉄・公営地下鉄系
- メトロス・ローソンメトロス（東京地下鉄、ローソンと提携・出店）
- Merci（都営地下鉄）
- toks・LAWSON+toks（東急電鉄、一部はローソンと提携・出店）
- Odakyu OX MART（小田急電鉄）
- ACCESS TOBU（東武鉄道、一部の駅ではファミリーマートが出店）
- TOMONY（西武鉄道、ファミリーマートと共同開発・出店）
- S-rail（静岡鉄道、一部はファミリーマートと提携・出店）
- KPLAT（近畿日本鉄道、ファミリーマートと提携。「近鉄エキファミ」として出店）
- ローソンS OSL（大阪市高速電気軌道、ローソンと提携・出店）

元は自社ブランド「SUBSTA・L-SUBSTA」だったが、2012年に大阪メトロサービスの直営契約がいったん終了したのち、同7月から2016年度まで北部エリアはポプラ、南部エリアはファミリーマート（エキファミ）とフランチャイズ提携を結んでいたが、2017年度からローソンのフランチャイズに転換した。
- 山陽フレンズ（山陽電気鉄道、ローソンと提携・出店）
- NP Smile（西日本鉄道）

## かつて存在したコンビニエンスストア

### 広域展開
- マイショップ（1986年、倒産。一部はKマートに吸収）
- Kマート（1971年8月、1号店のおうばく店を京都府宇治市に開店[24]。1993年、運営会社の橘高が事実上倒産[25]）
- ナイトショップいしづち（主に四国を中心に展開。現存する店舗は全て個人経営の店舗である。倒産時期不明）
- サンチェーン（1989年にローソンと合併、その後はダイエーコンビニエンスシステムズの展開するブランドの一つであったが、1994年5月にローソンへのブランド統一が完了しブランド消滅）
- ニコマート（1993年、倒産。倒産前にフランチャイズ展開していた台湾では2007年まで営業していた）
- ヴェンリス（吉本興業のキャラクターグッズ総販売代理店のヴェンリス(東京都千代田区)が1996年12月から運営。店名は「VENRIS」。1996年12月3日に1号店となるVENRIS宇田川店[26]を東京都渋谷区に開店[27]。1号店は2階建てで2階にはカフェテリアを入居し、有料で合コン相手を募集できるヴェンリスステーションを設置した[28]。1997年6月時点で東京のほかに仙台と埼玉にも店舗があった[29]。撤退時期不明）
- サンエブリー（1999年、デイリーヤマザキに統合）
- ヤマザキデイリーストアー（1999年、デイリーヤマザキに統合）
- チコマート（2005年、倒産。現存する店舗は全て個人経営の店舗である）
- ミニショップ（ミニストップの軽量店舗。現在はミニストップに統一）
- タイムズマート（関東・東海・関西で展開。倒産時期不明）
- エーエム・ピーエム・ジャパン（関東・関西・九州で展開していたが、2010年に日本法人がファミリーマートに吸収合併され、2011年12月に店舗消滅）
  - am/pm（海外は店舗存続）
  - フードスタイル（関東は消滅、広島はモラドールに店舗譲渡）
- HOT SPAR（2009年2月、清算）
- スパー（2016年8月31日までに最後まで展開していた北海道スパー（セイコーマート子会社）がハマナスクラブに全店転換し、日本から消滅）
- ローソンマート（2015年にローソン系列の店舗に転換）
- ローソン+（同上）
- リックス（全国酒有連が関東地方で[30]、東海酒有連商事が東海地方で[30]、北陸酒有連が北陸地方でそれぞれ運営していた[30]。東海酒有連商事が1984年9月に1号店を開店[31]。元々が酒屋だった店が加盟して展開しているコンビニチェーン形態。現在も個人経営で一部店舗存在する）
- ココストア（ファミリーマートグループ、北海道・東北北部・北陸・四国を除く地域に出店していたが、2016年8月31日までに閉店・ファミリーマートに転換し、一部店舗はミツウロコグループのタックメイトおよびRICストアに転換した）
- US.MART（1997年時点で22店舗運営[32]。東海地方を中心に、南関東から九州まで点在していたが、2018年10月に本店が閉店し、撤退。）
- サンクス（2018年11月30日までに全店閉店し、Family Martブランドに転換）[33]
- サークルK（2018年11月30日までに国内は全店閉店し、国内店舗Family Martブランドに転換。海外は店舗存続）[33]
- コミュニティ・ストア（関東・東海・関西を中心に展開。最盛期は、北陸・甲信越・中国・西九州を除く[注 2]。地域に出店していた。2021年11月末までに全店閉店。）
- モンマート（2022年に運営会社のモンマートシステムズが消滅、現存店舗は個人経営）
- リカー＆フーズ（1986年より菓子問屋の山星屋(ミニスーパーVCのスターチェーン中央本部)は提携先の酒類問屋、吉川と共同でVCコンビニ「リカーアンドフーズ」を展開する。同店は酒販店からコンビニ店に転換を目的とし、取引高を増やすことが狙い。1986年時点でコンビニに転換した店舗は16店舗[34]。撤退時期不明）
- グリーンマート（グリーンスタンプによって展開されていた。1977年時点で33店舗が全国に点在していた[35]。）

### 鉄道系

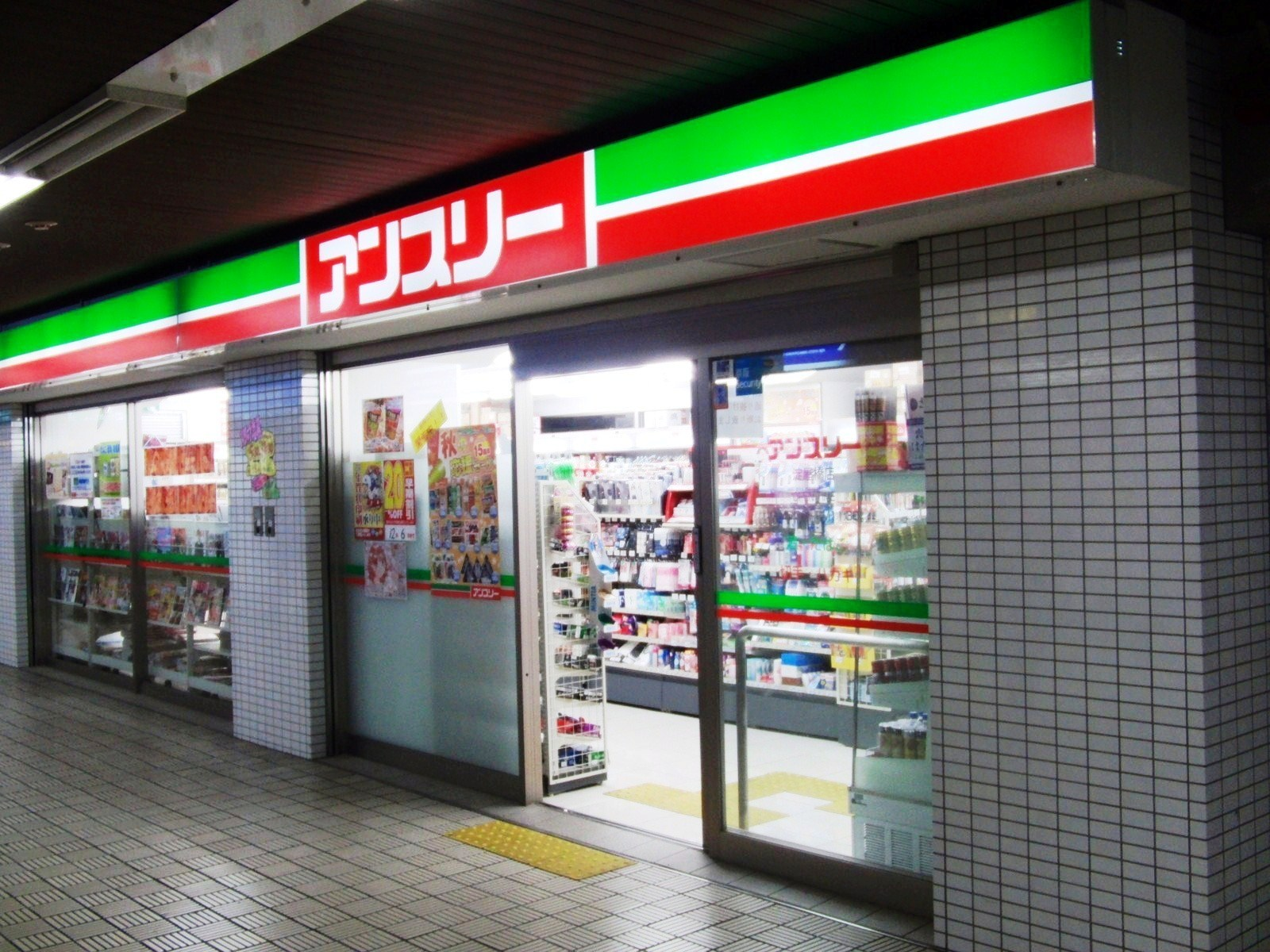
アンスリー・淀屋橋店（現在はもより市に転換）

- ジャストロール（JR北海道、1988年に1号店を小樽市の南小樽駅構内[36]に、1988年4月21日に2号店を江別市の大麻駅に、同日3号店を札幌市西区の稲積公園駅に出店[37]。撤退時期不明）
- MEET（国鉄・JR東日本系、水鉄局時代より同名の店舗が構内の売店として存在していたが、民営化後の1987年に構内の外へ出店[38]。一部店舗はJCに転換されている。）
- エポ（鉄道弘済会が運営。1977年時点で巣鴨と西川口に店舗を構えていた[39][40]。）
- JC（JR東日本、ミニコンビと統合し、2001年にNewDaysとなって消滅）
- 京急ステーションストア（京浜急行電鉄、セブン-イレブンにフランチャイズ化）
- KEIKYU SHOP（京浜急行電鉄、2009年にセブンイレブンと提携し、2012年までに全店転換）
- キャロットショップ（新京成電鉄、セブンイレブンと提携し2013年全店転換）
- K-SHOP/A Lot（京王電鉄、コミュニティ・ストアと提携したのち、提携先をセブンイレブンに変更し2022年に全店転換）
- サンレール（JR東海、[41]1987年4月にに一号店（各務ケ原駅）が開店[42]。撤退時期不明）
- サンコス（名古屋鉄道、2024年までにファミリーマートに転換）
- デイリーイン（JR西日本、2018年11月に「セブン-イレブン ハートイン」、「セブン-イレブン キヨスク」に転換）
- asnas（阪急電鉄・阪神電気鉄道、2021年11月24日までに全店ローソンに転換された）
- アンスリー（京阪電気鉄道・南海電気鉄道・阪神電気鉄道。2021年より京阪の一部の店舗はコンビニエンスストア業態から京阪ザ・ストアが運営している小型食品スーパーマーケットのもより市に業態転換[43][44]、2022年より南海はセブンイレブンに転換、2009年より阪神は阪急電鉄との経営統合により阪急が運営していたアズナスに転換後、2021年よりローソンに再転換[43]。そして2024年3月28日に最後の店の渡辺橋店が閉店したことによって消滅）
- エルスター（JR四国が1987年3月から直営で展開を開始した[30][45]、1993年には駅構外に初出店した[46]。1995年3月29日にはJR高知駅構内に12店舗目の高知店を出店した[45]。撤退時期不明）
- 生活列車（JR九州リテール、2000年代にエーエム・ピーエム・ジャパンにフランチャイズ契約を結んだが、2010年にファミリーマートに全店舗転換し消滅）

### 北海道地方中心
- パルム（ヤシの木がシンボルマークのチェーン。道東・道央地区に店舗を展開していたが、本部が解散。現存店舗は個人商店である。現在では札幌市、紋別市にそれぞれ1店舗のみが存在する）
- ウィズ （パルムから分離したコンビニチェーン。現在は消滅）
- ウィミー（釧路市でスーパーマーケットを展開していた紅花松田商店によって1984年より展開されていたコンビニエンスストア[47][24]。1984年に釧路市内に実験店を2店舗開店した[24]。釧路市若松に本部を有し、1987年時点で釧路市内に11店舗、白糠町に1店舗、弟子屈町に1店舗が存在した[48]。その後1989年にサンクス興津2丁目店（2002年頃閉店）に転換した新はまなす店を除き、1990年から1991年にかけてセイコーマートへの転換や閉店で消滅している）
- エバーモア（1980年代後半から2000年頃にかけて釧路市に2店舗が存在した[48]）
- デリーズ（1987年に釧路市に、1989年に標津町にそれぞれ一店舗が存在した[49]。1991年に釧路店が閉店し、標津店はセイコーマートこんどう標津店として現在でも営業中である）
- ナイスディウエスト（1991年より標茶町と釧路市にそれぞれ1店舗を有したコンビニエンスストアである[50]）
- ABCマート（高木商店が札幌市内に展開していたレギュラーチェーン型のコンビニエンスストアである。発寒店を1号店とし、1998年時点では南1条、琴似、宮の森に4店舗が存在していた[51]。現在は消滅している）
- 北海マート（札幌市内に展開していたレギュラーチェーン型のコンビニエンスストアである。1994年時点で3店舗、1998年時点では白石中央、南７条に2店舗が存在していた[51]。現在は消滅している）
- ボックス（日糧製パンが運営していたコンビニエンスストアである。1998年時点では札幌市内、旭川圏に4店舗、釧路圏に1店舗が存在していたボランタリー・チェーン型のコンビニエンスストアである[51]。現在は消滅している）
- ビーバー（北見市に2店舗を展開していたコンビニエンスストアである。1985年に北見市北進に開業。1991年に2店目となる花園店が開業している。1997年頃に両店舗とも消滅している）
- ワンダイム（1988年頃から1992年頃にかけて札幌市に展開していたコンビニエンスストアである。一番店舗数の多かった1990年時点では7店舗が存在した）
- K-nes（旧コミュニティ・ストア系。）
- ワンショップチェーン（1974年12月に室蘭青果食品小売商組の青年部有志によって設立された任意組合ワンショップチェーンが運営[52][53]。室蘭市を中心に展開[54]。1976年時点でVC6店舗展開[53]。撤退時期不明）
- オレンジストア（札幌公開チェーンメンバーの山の手ストアー(昭和39年10月設立[55])を中核とし結成されたオレンジチェーンが運営。ボランタリーチェーンとして展開し各店をオレンジストアと呼んでいた[53]。1980年時点で4店舗運営[55]。）
- わこう（北見市を中心にスーパーマーケットを運営していたスーパー和光が運営。1975年5月、北海道北見市三楽町に1号店となる三楽店を開店。看板は雪だるまにアルファベットのWが特徴、1976年当時日本最北のコンビニとしてて展開されていた。1976年時点で4店舗展開[53]。撤退時期不明）
- ポイントショップ（2024年現在、個人店として2店、全日食チェーン加盟店として2店存在する。）

### 東北地方中心
- コスモス（宮城県に展開していた企業。1983年7月時点で仙台市を中心に25店舗を展開。1983年8月1日にニコマートのFCに加盟、コスモス全店の営業権をニコマート東北(本部：山形)が獲得した。同年8月1日より運営システムを切り替え、採算が悪い6-7店舗を閉店し、残りの店舗を順次改装しニコマートに改める予定[56][57]。）
- キャメルマート（2004年、ファミリーマートへ事業譲渡。2025年現在1店舗存在する。）
- エイトテン（1985年6月、関東地域スパー本部と資本・業務提携した[58]。同年11月、直営の24時間営業店舗をホットスパーに改称する。その後1986年5月までに全店舗の看板をホットスパーに変更する[59]。1986年、宮城地区スパー本部設立に伴い全店をホットスパーに転換[60]。）
- サンマート[注 3]（1974年9月に郡山で23店舗が集まってできた郡山市販促進研究会が、同年12月に名称を変更した東北サンマートチェーンによって展開されていた[61][62]。新規加盟店も意欲と従来の年商規模があれば元から食料品店を営業していなくとも加盟できるという特色ある経営方法で加盟店数を伸ばし[62]、1977年時点では45店舗[63]だった加盟店は1981年には104店舗[64]、1983年には165店舗となった[65]。1980年には東北サンマートを中心に岩手サンマート、高崎ひまわり、ジーブラマート、若竹グループによるボランタリーチェーングループを結成した[66][67][68][注 4]。1988年にひまわりチェーン(1977年発足)、ふらわあチェーン(1978年発足)と合併しブイチェーンを発足[69]。1989年8月にVCGに社名変更[70]。撤退時期不明）
- おーる（日本コンビニエンス開発が山形県内に展開。1982年10月に山形県内初のコンビニを出店し直営で9店舗を展開したが1983年5月に倒産した。原因は十分な資金力がないまま、短期間に集中出店したため資金繰りがつかなくなったことが原因と取引業者は発言している[71]。）
- シティーファイル（カメイが1991年より仙台圏で展開し[72]、2000年時点で岩手県・宮城県に計9店舗存在した。直営1号店は1993年10月に仙台市内に中央4丁目店として開店[73]。)
- マジカルママ（フジフーズの秋田事務所(1991年業務開始)が運営していたが、1999年4月1日に分社化され、フジフーズ100％子会社の秋田デイリーフーズ(秋田市)となった。最盛期には27店舗運営していたが店舗数を11店に減らしコスト削減を狙った[74]。撤退時期不明。）
- スマイルキッチン（青森県内に展開[75]。殆どがオレンジハートから転換された店舗。撤退時期不明）
- フレンドリーショップ（1985年8月4日にフレンドリーショップが発足。発足には仙台市内酒販店や事務機器のティーアールエスなどが協力した。VC展開を予定している[76]。発足時の加盟店数は16店舗で、同年10月時点では25店舗まで増加した[77]。1986年に同社はFC展開を開始し、FC店の店名をフレンドリーチェーンとした。FC展開を開始した時点で3店舗が営業を開始している。1986年11月時点でのVC店フレンドリーショップの加盟店数は17店。運営会社はティーアールエス[78]。撤退時期不明。）
- リンクステーション（1996年以前に東京のリトルリンクが店内で弁当調理可能なコンビニとして、リンクステーションの展開を開始。1996年時点で東北地方に6店舗を展開し、ノウハウを得たため全国展開を開始する[79]。1997年10月よりFC展開を開始した[80]。）
- ひまわりチェーン（1977年まではラッキーマートという名称で展開していた。いわき市に本部が存在し、1977年時点で45店舗が加盟していた[63][81]。1989年8月に東北サンマート、ふらわあチェーンと合併し、新会社であるVCGの運営となる[82][83]。）
- ファミリーナイン（1977年3月より秋田県横手市の嶋津商店によって展開されていた。1977年時点で3店舗が存在[52]。）

### 関東地方中心

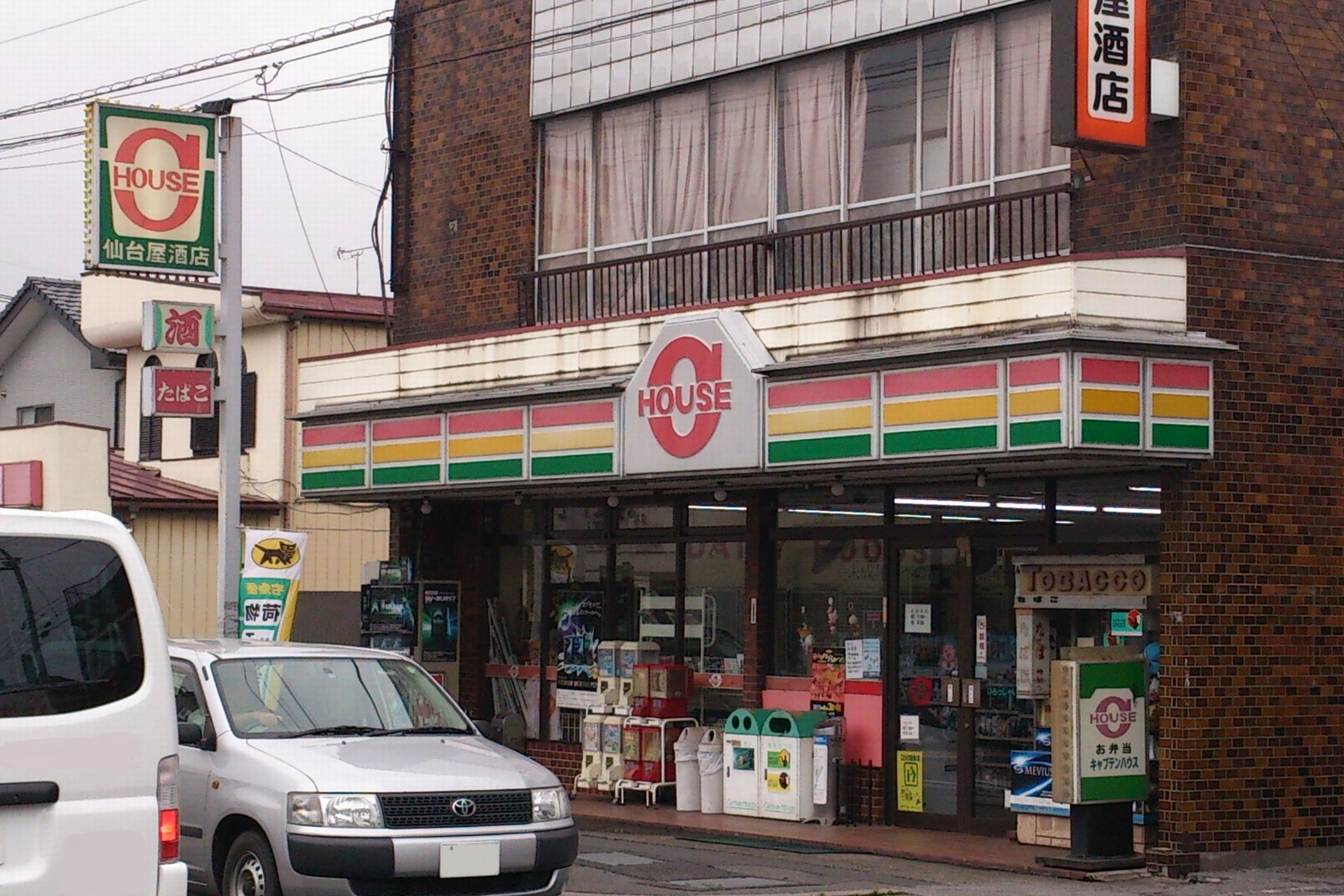
コンビニエンスストア「キャプテンハウス」店舗外観

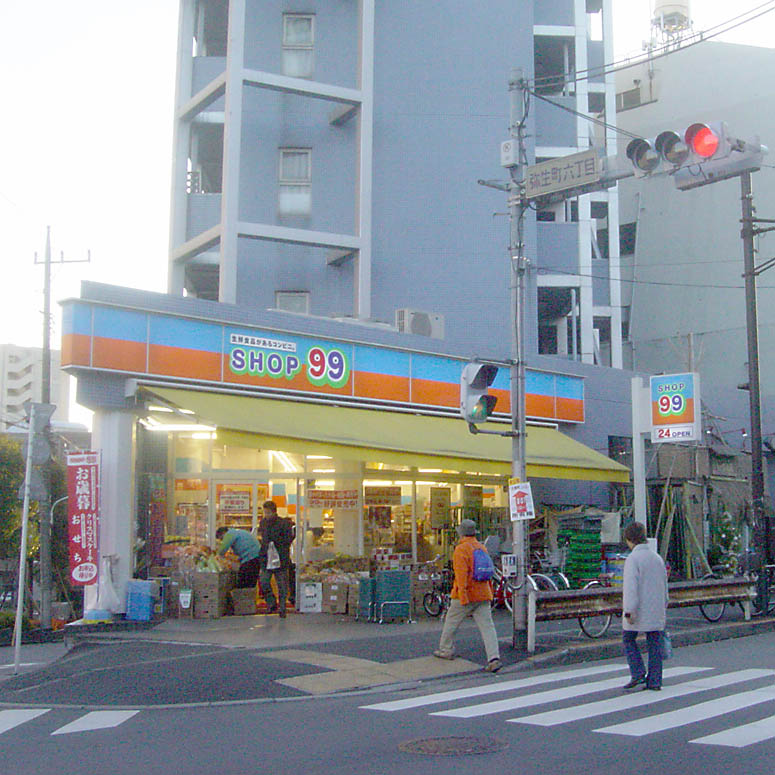
SHOP99・東京方南町店（現：ローソンストア100）

- ナンバースリー（1982年から関東地方に展開。1995年10月、『くらしハウス』を運営する株式会社ジャイロによって買収された[84]。2007年に最後の1店舗が閉店し消滅。）
- ダイヤメイト（1976年6月より三菱レイヨンの子会社であるジャシィが展開を開始する[85]。その後1979年5月に株式会社ダイヤメイトを立ち上げ独立する[86]。1979年時点で東京、神奈川、埼玉にフランチャイズ店舗を31店舗展開していた[87]。元々はレイヨン側が繊維不況を脱却するためにダイヤメイトを展開していた。1985年に撤退[88]。）
- ファリコ（1994年4月にファミリーマートが同社の小規模コンビニとして展開開始。1号店は1994年4月22日に東京都大田区に出店した。テイクアウト型のどんぶり「どんぶりくん」を主力商品とした[89]。2号店は、東京都千代田区に出店した[90]。1995年6月末よりFC展開を開始[91]。名前の由来はファーストフード・リカー・コンビニエンスの3つを組み合わせた物[92]。2000年頃にココストアやampmなどに転換し消滅）
- ロイヤルキャビン（埼玉県に3店舗確認されているコンビニ。2010年にロイヤルキャビンタナカヤが閉店し消滅）
- サンメイト（酒類問屋の細野が1985年にサンメイト事業本部を設立し、茨城県を中心に展開。1985年末に標準型コンビニ1号店を牛久市に開店。1986年に鹿島工業地帯に複合型コンビニ1号店を出店。1986年末時点の加盟店数は13店舗[93]。撤退時期不明）
- チャンスマート（本部は栃木県。栃木県を中心に展開。1992年6月にam/pmが買収[94]。）
- アリメント（全国食糧事業協同組合連合会が南関東を中心にVC展開[95]。1973年に広島県内に１号店を出店した。1985年12月時点の加盟店数は33店舗。1985年以降、出店エリアを東京・神奈川・埼玉・千葉に制限する[96]。1979年4月時点での関東地区の加盟店数は6店舗[97]。1998年6月に全糧連と共同石油の子会社であるampmが業務提携[98]。1978年3月、西友ストアと業務提携し資本提供を受けていた[99]。撤退時期不明。）
- ホエールズマート（1993年、野球界では太洋ホエールズが横浜ベイスターズに名称変更と同時に一部店舗がベイスターズマートに転換。現在も一部店舗がホエールズマートとして運営している店舗が存在している。）
- オータムマート（ムライが北関東を中心に運営。2012年、最後の店舗が閉店。）
- マミーチェーン（1973年、酒類卸のカナザワが茨城県水戸市にマミーチェーンを発足した。1976年9月、茨城県水戸市南町に1号店のマミーせいみやを出店し[24]、1985年11月の加盟店数は54店舗[100]。茨城県に展開。1992年茨城セイコーマートに社名を変更し、セイコーマートに店名変更[101]。）
- レインボー（ホテルニュー塩原が展開。1号店は塩原町下塩原地区に1989年4月26日に開店。タイムリーワンから経営指導を受けていた[102]。撤退時期不明）
- ベンリー（マツモトキヨシが1978年より運営開始。[103]。1986年10月からFC展開開始[103]。千葉県北西部で12店舗を展開したが、1996年4月に廃止。12店舗を薬粧部門に吸収した。[104]）
- コンビニマート（1983年、酒類卸の水谷商事が主宰するエムエムチェーン協同組合が発足。1996年に株式会社となる。神奈川・東京で展開。ピーク時には加盟店が108店あった。1998年6月に国分グローサーズチェーンと業務提携する[105]。1998年にコミュニティ・ストアへ統合）
- パンプキン（オーケーが首都圏及び宮城県に展開。1980年設立し[106]、同年8月宮城県仙台市宮町に1号店の東六店を開店[24]。1994年に宮城県の7店舗をセブンイレブンに譲渡[107]、1998年に首都圏の店舗のうち27店舗をファミリーマートに、7店舗をスリーエフに譲渡[108][109]。1999年2月会社清算）
- ビーショップ（オリンピックショッピングセンター（当時）の子会社、ビーショップ（本部埼玉県蕨市）が展開していた。1979年設立。ピークには21店舗を展開し売り上げ22億円に達した。だが、その後は急速で成長した以降で売り上げは伸び悩み、1986年6月、FC店と直営店の計16店の営業権を日糧製パンの子会社、デリーに譲渡し撤退[110]）
- デリーショップ（日糧製パンの子会社、デリーが運営。1982年10月9日、1号店の三軒茶屋店を出店[111]1990年前半に消滅）
- 中村屋ホームマート（中村屋フードサービス[注 5](1974年設立)が運営していた。1979年6月に東京都新宿区百人町に実験店1号店の新大久保店を開店。1978年時点で直営4店舗、フランチャイズ75店舗を展開[112]。撤退時期不明[85]）
- モアーズ（全日食が首都圏で展開、Z-ONEに転換した[113]。）
- ショップアンドライフ（2000年にチコマートに吸収され同社の子会社となった[114]。チコマート倒産に伴い2005年消滅）
- タイムリーワン （本部は栃木県足利市[115]、のちに群馬県太田市に移転[116]秋田市や浜松、山形にも展開。1992年、チェーン解散[117]ニコマートとも提携。）
- アップルマート（2006年4月以降、株式会社逸品がアップルマートにフランチャイズ事業を譲渡をした後実態不明）
- ブルマート（雪印乳業が運営するコンビニ。運営指導会社ブルマートは1979年3月1日設立[118]。Am/pmへ吸収合併）
- ダウンタウン （本部は埼玉県春日部市。マルヤが2005年に設立したグランヴェール(春日部市)が運営。当初、ダウンタウン99として運営していたが[119]、SHOP99との店舗名称訴訟による裁判で敗訴した為に店名変更。）
- SEIJO MARKET（成城石井が2005年12月26日に東京都渋谷区代官山で1号店を開店[120]。スーパーと同じ高級志向であった。撤退時期不明）
- パワーコンビニ情熱空間 （ドン・キホーテが2006年8月19日、東京都渋谷区に1号店を開店[121]。2008年撤退）
- キャプテンハウス （本部は栃木県宇都宮市のキャプテンハウスジャパン。[122]1983年から展開開始[123]。現存店舗は福島県に1店舗。栃木県に4店舗。）
- エフジーチェーン（マイチャミーと合併しエフジーマイチャミーとなった後、1994年6月にヒロマルチェーンに買収され、ヒロマルチェーンへ店名変更[124]）
- マイチャミー（首都圏を中心に展開していたが、1994年6月、ヒロマルチェーンを展開する広屋と資本・業務提携し、事実上広屋が吸収する[124]。2003年5月にポプラに買収され、全店舗がポプラに転換して店舗消滅）
- フォークトーク（サークルKサンクスが展開、2008年全廃）
- 新鮮組（2008年、ローソンのFCになると共に全店舗ローソン化）
  - ジャストスポット (ニコマートのエリアFCを行っていたパスコリテール(パスコの子会社)、大森商店、飯野リティル(飯野海運の子会社)の3社が展開していた[125])
- SHOP99（生鮮コンビニ、2009年にローソンストア100の運営会社バリューローソンを吸収合併し、2011年までに全店舗がローソンストア100に転換）
- KCS（関東コンビニエンス協同組合、2006年10月27日の臨時総会議決により組合解散[126]）
- フレンドマート（明治パン[注 6]が神奈川県を中心に展開。実験店１号店を1987年9月に同社横浜工場内に出店[127]。1994年7月1日付けで株式の51％を神戸屋に売却し、パン事業から撤退[128]。2006年3月31日に会社解散決議、2007年2月19日精算結了により会社閉鎖）
- TCS（東京コンビニエンスシステムが経営、2009年に株主総会議決により解散）
- SKM（株式会社サクマが経営、2011年に消滅）
- 99イチバ（2006年2月よりサークルKサンクス・ユニーが共同出資した、99イチバが運営[129]。2006年2月17日に東京都江戸川区に1号店を出店、当面は都内で直営店舗を増やす計画[129]。2010年、みんなのイチバに店名変更[130]、2012年miniピアゴに店名変更[131]。G-7ホールディングスが99イチバ(運営会社)の全株式を取得[132]。）
- エリアリンク（2013年12月、協議会のキャフリテールサポート倒産による連鎖倒産）
- スリーエフ
  - q'smart　同社が展開する生鮮コンビニ。南関東を中心に展開していた。ローソンと業務資本提携を結び、2018年までに全店舗（同5月現在）348店舗のうち、継続して営業する281店舗を順次、ローソンとのデュアルブランド「ローソン・スリーエフ」に転換、残り65店舗は閉鎖された。
- セーブオン（ローソンのメガFC化）

本部は群馬県前橋市。北関東を中心に、南東北、千葉、新潟で展開していたが、2016年にローソンとメガフランチャイズ契約を締結、順次ローソンに転換し、2018年8月31日までに全セーブオン店舗は閉店した。
- オレンジマート（運営は、酒類問屋のイケウチが主宰するオレンジマートシステムズ。1988年8月時点での加盟店数は28店舗[133]。1980年代後半ごろから八王子市を中心に日野市、町田市、立川市、府中市、小平市などに30店舗ほどが存在した。1999年頃の電話帳より本部の記載が無くなり、当時の看板を掲げた個人経営の店舗のみとなる[134]。）
- トマトボックス（1985年4月にユアサ産業が主宰するビッグトマトを設立し、展開開始[135]。本部は吉祥寺本町に存在した。1988年11月時点で直営5店舗を運営[136]。1980年代後半ごろから武蔵野市に4店舗、三鷹市に1店舗が存在したが、1990年代初頭に武蔵野市の4店舗のうち吉祥寺にあった3店舗がam/pmとなり消滅[137]。）
- Jマート（1993年8月3日、商品納入業者とFCオーナーが共同でコンビニックスを設立[138]。ニコマートの倒産後の1994年、一部オーナー逹の意向で新たにFC展開開始[139]。1994年10月、惣菜・弁当販売のゼストクックに買収される。既存店35店舗の店名はJマートからいい菜＆ゼストに変更する[140]。）
  - コンビニックス Jデリカ（運営は、Jマートを展開するコンビニックス。商品供給は惣菜販売のゼストクックが行う[141]。１号店は東京都目黒に直営で1995年4月15日に開店[142]。）
- リトルショップ（関東一円に展開していたコンビニ。本部倒産後も一部店舗が運営していたが閉店)
- ボンマート（協同組合ボンマートチェーンが運営。1986年6月時点で東京都板橋区を中心に14店舗あった[143]。キャフリテールサポートに加盟していた[144]。現在の実態は不明）
- ジャパネット（2000年代前半に関東中心に数十店舗が確認されている。撤退時期不明)
- ヒグマート（薬ヒグチのヒグチチェーンが関東や大阪に展開していたコンビニ。実験店1号店は1985年8月に埼玉県川口市に出店。1987年よりFC展開を開始[145]。全ての店舗に薬局を併設している。撤退時期不明)
- トライアングル（神奈川県と茨城県に2店舗確認されているコンビニ。撤退時期不明）
- アイマート（酒類問屋の株式会社石田屋本店が神奈川県に展開。1985年12月時点で川崎市を中心に39店舗展開中[146]。2003年2月末にリョーショクリカーに営業権を譲渡[147]。現在も一部店舗が残っている)
- オールウェイズ（関東地方を中心に展開。今現在も1店舗が個人経営店として残っている。倒産時期不明）
- ニューフレンズ（主に関東圏内(千葉・茨城)に展開。撤退時期不明）
- ナイス（忠実屋が1982年からFCコンビニ「ナイス」の実験店2店舗を出店[148]。1983年秋、全日本スパー本部に加盟し、首都圏地域スパー本部を設立。1984年12月時点で直営4店舗、VC2店舗運営中。1985年春より首都圏地域スパー本部としてVC展開開始[149]。1989年7月1日付けでコンビニ事業から撤退し、全株式を関東地域スパー本部に売却する[150]。）
- L&W（旧ヒロマルチェーン。ポプラに吸収される際に撤退したが、現在も数店存在する）
- CORE（港区に4店舗展開の生鮮コンビニ。2店舗はセブンイレブンになりその他は閉店し消滅）
- マイマート（酒類問屋の三源によって1977年10月より展開を開始した。1978年2月時点での加盟店は5店舗[151]。1985年10月時点での加盟店は47店。1986年度中に初の直営店を出店[152]。マイマートはモンマートストアシステムズより店舗の運営指導を受けている[153]。）
- フォーリーフ（1997年ごろ市川市のコバックが運営していた[154]。1997年時点で7店舗運営[155]。撤退時期不明）
- ジーブラマート（1975年6月、生鮮食料品販売店を主体としたジーブラマート協同組合が発足。1984年にチェーン本部を株式会社に変更。1985年時点で50店舗が加盟している。本部は栃木県宇都宮市にあった[156]。1996年5月1日、ジーブラマートに加盟する30店舗は全日食に吸収された[157]。）
- チャッピー（1986年に東京都世田谷区三軒茶屋に1号店となる、チャッピー三軒茶屋店を開店。運営は横浜市のケイアンドエム。外装は白とピンクを基調とし、カフェ風としていた。店内にはファストフードの自店調理ができる設備があった[158]。1987年秋にPOSシステムを導入した。直営方式を中心として展開してきたが、1988年よりFC展開を中心として店舗展開する。1988年7月、コンビニ4店舗を運営する東京のサニーとFC契約を結び、同社の持つ4店舗を新たなFC店舗とした。サニー加盟前は直営9店舗、FC2店舗（横浜市の佐江戸店、野毛店）だったが、加盟後はFC6店舗となった。ロイヤリティーは月10万円としており、同社はロイヤリティーの安さを売りとしている[159]。1991年3月、航空測量のパスコの子会社であるパスコリテールがケイアンドエムを吸収し、運営していた16店舗を傘下に収めた[160]。）
- ハンバーガー・コンビニエンス サンディーヌEXPRESS（東日本旅客鉄道の外食子会社である日本食堂は1993年12月、東京都田端の田端アスカタワー内に実験店を開店。関連会社のキオスクとの差別化を図るため、オフィスビル内や市中に展開していく予定。店内にハンバーガー店や弁当店を置き、セントラルキッチンにてそれらを販売する[161]。撤退時期不明）
- 毎日屋（東急百貨店は1995年9月4日、東京都渋谷区公園通りに1号店を開店する。通常のコンビニ商品のほかにアクセサリーや化粧用品を販売し、女性向け商品を強化する[162]。撤退時期不明）
- たつみチェーン（墨田区にある1969年8月設立のスーパーマーケットチェーンのたつみチェーンが1974年7月にコンビニエンスストアに参入したチェーンである。1977年時点で5店舗が存在した[81]。）
- Uマート（1973年10月に港区新橋の米問屋木徳が展開を開始。1976年時点でUマート5店舗、1978年時点でUマートデリカショップが28店舗が存在した[81][151]。）
- マミーショップ（1974年より森永乳業が系列の牛乳宅配店を対象に展開した。首都圏京阪神を中心に1977年時点で200店舗が存在した[151]。）
- マム（1975年4月より明治乳業が系列の牛乳宅配店を対象に展開した。1978年3月時点で500店舗が存在した[151]。）
- ベンリスーパー（1976年10月より板橋区の安野商店によって展開されていた。1977年10月時点で15店舗が存在した[151]。）
- ナック（1972年12月より株式会社ナックによって展開されていた。1977年10月時点で10店舗が存在した[151]）
- デリカレックス（1977年5月よりダイレイによって展開されていた。1978年4月時点で20店舗が存在した[151]。）
- アイマート（茨城県のKマートからの脱退組が新たに作ったコンビニエンスストア。1981年時点で12店舗が存在した[163][164]。）
- ファミリーストア（西友ストアが1975年5月に小平市に1号店を開店し展開し始めたが、システムに不備な点があったため4店舗を最後にチェーン展開を中断した[165]。）
- ニチモショップ（東京都のニチモが展開[166]。）

### 中部地方中心
- グリーンエイト（八百半デパート（当時）がフランチャイズ方式で1978年より展開[85][167]。撤退時期不明）
- タイムリー（1984年9月創業、1号店は岐阜県高山市。1995年6月時点での加盟店数は78店[168]、1996年6月時点では110店舗[169]。岐阜県を中心に、中部地方近辺で展開。2008年、デイリーヤマザキに事業譲渡[170]）
- ソルティ（1984年から酒類卸の三楽商店が主宰する任意団体サンラックチェーンが愛知、岐阜、三重に展開していた。CVS1号店は愛知県江南市に出店[171]。1985年には任意組合から協同組合に変更[172]。2003年廃業）
- パンデス（敷島製パンが愛知県、岐阜県、三重県でフランチャイズ方式で展開。1号店は1994年6月に笠松町内に開いた。敷島製パンはすでにニュージョイスという小型コンビニを出店しているが、パンデスはそれよりも大型の店舗となる。店内にオーブンや発酵機などを設置し、冷凍パン生地を使い店内で焼き上げるのが特徴[18]。撤退時期不明）
- プチハウス（1993年より東海地方で総合リースシステム株式会社が直営展開していた。1996年11月22日にFC1号店の碧南店を開店し、FC展開を開始。1994年には10店舗まで拡大したが、その後5店舗を閉鎖している。輸入食品で他社との差別化を図る。看板には半分の丸太を使い、レストラン風の建物にしている[173]。撤退時期不明）
- サンリバー（名鉄グループのビル運営会社であるメルサが運営していた。1986年時点で愛知県三河地域に5店舗を展開[174]。1986年3月中旬には愛知県岡崎市若宮東に同社初となる路面店を出店した[174]。1986年7月、名鉄グループの名鉄ストアーが安城市に1号店(名鉄ストアーが運営するコンビニとしては初出店)を出店する。1992年11月時点で8店舗を展開[175]。1992年夏にメルサ本体よりCVS部門(元はファッションビル運営部内にあったがノウハウの違いという欠点があった)を分離し、以降3社でFC展開する[176]。1993年3月、メルサ初の郊外複合店舗として出店した愛知県尾張旭市のファッションビル(メルせーズ尾張旭)内にコンビニ店のサンリバーを出店した[177]。1994年、メルサは商品管理のノウハウが無かったため同業他社との競争に負けコンビニ事業から撤退、なお1996年10月に同グループの別会社である名鉄産業がサンクスとFC契約を結び、サンクスとしてFC展開を開始している[178]。）
- コンビニタウン（撤退時期不明）
- クイックイン（株式会社秋田屋が主に愛知県や埼玉県などに30店舗以上展開していた。撤退時期不明）
- OKマート（愛知県で展開。撤退時期不明）
- ポケットコンビ（サークルKに吸収）
- 清水フードチェーン（清水商事が1972年に新潟でFC展開[30][85]。1号店は1972年7月に開店した新潟県西蒲原郡黒埼町(現・新潟市西区)の茂太郎店[179][24]。1983年時点でFC85店舗を運営[24]。1985年2月末時点で92店舗展開[180]。2019年1月31日にFC店の契約を終了し撤退[179]。)
- ロードイン（1983年から富山ひまわりチェーンが富山県を中心にVC展開。1985年11月までに6店舗展開[181]。現在は外観がそのままの個人経営店2店舗が残っている。)
- チックタック（チックタックシステムズが北陸でFC展開[182]。ポプラが2004年酒類卸の日本海酒販グループからチックタックシステムズ他を吸収[183]）
- シティタイム（新潟県内で展開。運営は新潟市にあるタイムワード。1986年6月時点で直営3店舗、FC1店舗(新発田市)展開中[184]。撤退時期不明）
- ファーストデリカ（山梨県の百貨店である岡島は1996年2月に山梨県甲府市にコンビニ業態1号店を出店。通常のコンビニ商品のほかに惣菜類を強化して展開する予定[185]。撤退時期不明）
- デイリーエース（1987年以前から静岡合同商事が静岡県内でコンビニエンスストアのデイリーエースを展開。直営とVC店舗の２タイプを運営。1987年10月からFC方式でカタログ販売を開始[186]。撤退時期不明）
- サンストア（静岡県清水市の日立スーパーによって1976年より展開されていた。1977年12月時点で3店舗が存在[187]。）
- フレッシュハウス（西山商事によって1976年2月より名古屋市内に展開されていた。1977年4月時点で2店舗が存在[187][188]。）
- ゴールド（鎌倉ハムの子会社、CVSゴールドによって名古屋市内に展開されていた。1977年時点で3店舗が存在[39][40]。）

### 近畿地方中心
- ファミリア（1975年より[189]大阪市の食品卸の島屋商事(のち合併により雪印アクセス→日本アクセス)の子会社[190]であるファミリア京都本部が展開していたコンビニチェーン[30][85]。京都府(1997時点で東舞鶴で唯一24時間営業のコンビニであった[191])を中心に大阪府、滋賀県、奈良県、福井県に展開[30]。1975年12月京都府内に1号店の吉祥院店を開店[24]。1985年10月時点で68店舗展開[190]。1989年時点で82店舗(直営3店舗、FC79店舗)、24時間営業17店舗を運営[192]。1989年2月に本社を京都市南区吉祥院定成町から同市下京区西七条に移転した[192][193]。1999年5月14日、ファミリア京都本部はミニストップと業務提携し、ファミリア64店舗をミニストップの小型店であるミニショップに改装する[194]。）
- エポック 丹商が主宰するエポックシステム(1986年11月設立)が展開。1986年11月、1号店の三田店を開店[195]。兵庫県や大阪府等の近畿地方周辺で展開。主に旧有馬郡(三田市・西宮市北部)に展開していた。撤退時期不明。
- シビス（2015年に解散した全国酒有連が西日本で運営していた）
- フーズ・アップル（滋賀・京都で早藤商事が主宰するアップルジャパン(本社大津市)が展開していたコンビニ[196]。1982年に1号店を出店[196]。1987年6月時点でコンビニ業態のフーズアップル20店舗、24時間営業で大型店舗のドゥ―アップル5店舗をすべて直営で運営していた[196]。1988年10月1日、セブンイレブンと業務提携しコンビニ部門を独立させ、京都アップル(本社京都、アップルジャパンの子会社)を設立するが、店名はフーズアップルを引き継ぐ[197][198]。なお、1988年10月16日には京都府と大阪府高槻市内で運営していた30店舗すべてをセブンイレブンに改装し、セブンイレブンのFC募集を開始[199]。1991年4月、セブンイレブンは京都アップルとのFC契約を解除した[200]。）
- サンマート（食品問屋丸商が主宰する子会社サンマートにより直営方式で1972年以前より運営されていた。1975年12月、大阪府伊丹市にフランチャイズ1号店の桜が丘店を展開[112]。1972年時点で神戸市兵庫区北五葉の鈴蘭台店を含め2店舗を[201]、1978年時点で直営8店舗、フランチャイズ3店舗[112]を展開していた。撤退時期不明）
- あんびチェーン（兵庫県を中心に展開、撤退時期不明）
- タイトーマート（台糖が全額出資したタイトーマート（本部：兵庫県神戸市）がニコマートの地域FCで1988年夏から兵庫・大阪・岡山にタイトーマートとして展開していた。最大で25店舗まで運営していたが、店舗の立地などで大手と負け1991年春に10店舗を閉鎖し再スタートを試みた。だが、黒字転換が難しく1993年1月コンビニ事業から撤退し、タイトーマートとして運営していた15店舗を関西ニコマート（本部：京都府京都市）に譲渡[202]）
- ライフ（淡路島の食品・雑貨問屋12社共同出資により淡路情報流通サービス(洲本市)を設立し、実験店のコンビニエンスストアライフを1987年より兵庫県洲本市に開店[203]。1993年時点で兵庫県三原町内に三原店と市村店が営業していた[204]。）
- スターチェーン（食品問屋の山星屋によって大阪府下に展開されていた。1977年時点で85店舗が存在していた[187]。）
- トリオトチェーン（堺市の建設メーカーであるトリオト商事が宅地造成に伴い1976年6月より展開していた。1977年時点で12店舗が存在[187]。）
- デアリー（マイショップがより小規模なコンビニエンスストアとして1977年12月より大阪神戸の市街地に3店舗を展開した[187]。）
- トーホーストア（神戸市の東峰産業が1972年6月より関西を中心に展開していた。1976年時点で15店舗が存在していた[187]。）
- サンマート（神戸市のサンマートによって1972年2月より京阪神地区を中心に展開されていた。1976年時点で10店舗が存在していた[187]。1980年12月よりオールウェイズという高価格帯のコンビニエンスストアも展開していた[205]。）

### 中国・四国地方中心
- ハイウェイ彩花（高速道路のPA・SA内にてポプラが展開していた。2023年に消滅）
- チューリップチェーン本部（桑宗）（ 広島県福山市、尾道市、世羅町のみで展開。旧・ホットスパー、消滅時期不明）
- ナポコ（米子市に2店舗を展開。撤退時期不明）
- アミーゴ（旧原徳チェーン（フーズマーケットホックの前身）系。1983年、米子市内に1号店開店[206]。原徳の経営危機や山陰に進出したポプラやローソンとの競争に負けたために廃業となった）
- A&B（島根県と鳥取県のローカルチェーン[30]。1996年ローソンに買収された[207]）
- パコール （山口県に展開。1987年に山口県に展開するスーパーチェーンの丸久が資本参加し、同社の傘下となった。1988年1月に15店舗目を岩国市に開店している[208]。1991年時点で防府市を中心に下関、山口、徳山などの瀬戸内海側に4直営、FC39店舗の計43店舗を運営している[209]。1992年5月上旬、北九州市に3店舗を展開し、北部九州地域への進出を開始。1992年4月時点で46店舗展開中[210]。1992年10月2日、ダイエーCVSがパコールの全株式を取得し傘下に収めた。既存店舗は1992年度中にローソンに模様替えする[211]。）
- タイムリー24（地域スーパーの丸久が全額出資し、1987年10月に設立した新会社のタイムリーが運営。1号店は1987年中に山口県岩国市に出店。出店地域は山口県全域でフランチャイズ方式を予定[212]。）
- オレンジショップポニー（山口県岩国市の株式会社スーパーふそう(昭和31年11月設立)が運営。展開地域は山口県内。1986年時点で直営3店、FC1店を運営[213]。撤退時期不明）
- ポパイチェーン（南洋商事株式会社(昭和48年2月設立)が山口県内に展開。1986年時点で直営6店、FC2店の計8店展開[213]。撤退時期不明）
- サン・シズカ（株式会社サンシズカ(昭和51年1月設立)が山口県内に展開、1986年11月時点で直営11店展開[213]。撤退時期不明）
- フレンドリー（広島県、キョーエイ産業が3つの子会社(株式会社フレンドタウン[経営]、株式会社小桜商店[酒類販売])で手掛けていたコンビニ。1995年2月にコンビニ「フレンドリー」の経営を目的とした子会社の株式会社フレンドタウンを設立、1996年7月には酒類販売を目的とした株式会社小桜商店を子会社化した[214]。2002年8月末撤退[215]。)
- サラヤ（三島食品が1970年に設立した子会社のサラヤ(広島市)が愛媛県を中心に展開。おむすびチェーンとして展開。FC展開をしていたが、無理な多店舗化により経営が悪化したため1984年に中止し、以後直営でのみ展開[216]。子会社のサラヤは2001年清算[217]。1976年にタオルとかすりメーカーの白方興業が弁当販売店の松山サラヤのチェーン展開を開始した。1986年1月時点で松山サラヤを直営54店舗運営している[218]。）
- サントピア（海産物卸の松惣商店(徳島市)の全額出資子会社である三協食品はコンビニ運営のためサントピア本部を1984年5月設置。1984年6月に直営の実験店2店舗を徳島市内に開店した。朝10時から14時間営業で年中無休。1985年6月よりFC展開を開始する。FC展開の出店地域は徳島市内で石井、藍住、北島[219]。）
- ポールスター（マルヨシセンターが1986年4月末に高松市屋島に1号店を出店[220]。ピーク時には6店舗運営していた。1998年5月に高松市の中央店、1999年2月に残りの屋島東店、高松町店、番町店を閉鎖する。1999年2月に撤退した[221]）
- セブンエイト（営業開始時期不明。セブンエイト(本社は愛媛県)が1993年時点で愛媛県内に10店舗を展開[222]。2000年時点には6店舗を展開していたが2000年代後半ごろに全店舗消滅）
- ナンバーワン（ナンバーワン(本社は愛媛県松山市宮西、1948年設立、1988年にダイマルより社名変更)は1984年に松山市内初となる24時間営業のコンビニを出店した。1988年12月時点で23店舗を営業[223]。1989年7月10日、松山市内の宮西店内を改装し貸しビデオ、軽食併設型のコンビニを開店する[224]。1990年時点で松山市内に19店舗を営業していたが、1990年4月に本店などを除く16店舗(ナンバーワンは本店、古川店、湯の山店[225]を引き続き運営する)を山口県内でコンビニのおれんじを26店舗展開するおれんじ(本社は山口県)に譲渡した[226]。）

### 九州・沖縄地方中心
- エブリワン（寿屋→ココストアグループ、2016年8月31日までに全店閉店し、Family Martブランドに転換、一部店舗はミツウロコグループのRICストアに転換した）
- RICストア（一部のココストア・エブリワンがミツウロコグループに譲渡された際に使用された。2021年までに他ブランドに転換。）
- トップマート（福岡県内に展開していたコンビニ。1991年11月時点での加盟店数は15店で直営5店、FC店10店だった[227]。1992年7月ポプラに吸収合併[228]。)
- ベストマート（ベストコンビニエンスシステムが運営していた。2010年代に倒産し、現在は福岡県、大分県に3店舗存在する）
- ユアーズ（1975年設立[229]。福岡市内を中心に一時は10店舗以上展開していたが1983年6月に事実上倒産した。倒産時直営３店舗を運営していたが、FC展開していた5店舗は倒産前にユアーズから分離していた[230]。1982年2月、ユアーズとローソンは提携を発表し、ユアーズ平尾店の営業権をローソンに譲渡し経営する。ローソンはユアーズ15店舗(直営10店舗・FC5店舗)に対し、ノウハウなどを提供する[229]。一時期にローソンと提携。)
- デーリーマート[要出典]（ヤマザキ系列[要出典]。福岡県に展開していた）
- ヨーコーマート（福岡県の酒卸、福岡酒類販売が1980年から展開を開始[231]。1986年3月時点で16店舗[232]、1997年では12店舗が営業している[204]。撤退時期不明）
- ナイスデイ（有限会社平和が運営。長崎県内に展開していたが、2012年に親会社が倒産したことによって消滅）
- マツハヤ・コンビニエンスストア（マツハヤが展開していたコンビニ。ファミリーマートと完全子会社となった後、全店転換された）
  - マツハヤ・ファミリーマート（マツハヤとファミリーマートの共同店。ファミリーマートに転換）
- コンビニ沖縄（沖縄県那覇市、浦添市、南風原町に5店舗ほどが存在した[233]）
- キングストア（沖縄のスーパーチェーン、プリマートは県内初のコンビニとしてFC方式でキングストアを1985年内に展開開始する。プリマートは、問屋たちと新会社キングストアを設立する。プリマートの既存FC店15店舗をコンビニへと転換し、20店舗前後で展開を開始する[234]。撤退時期不明。）
- Sマート（南九州コンビニエンスグループによって鹿児島県に展開されていた。1978年3月時点で10店舗が存在していた[35]。）
- 山形屋ファミリーストア（山形屋が鹿児島県に展開していた[235][236]。）